# Les Conquêtes de l'empereur de la Chine
 (octobre 2017).
Si vous disposez d'ouvrages ou d'articles de référence ou si vous connaissez des sites web de qualité traitant du thème abordé ici, merci de compléter l'article en donnant les références utiles à sa vérifiabilité et en les liant à la section « Notes et références ».
Les Conquêtes de l'empereur de la Chine, appelées également Les Batailles de l'empereur de Chine, sont une série d'œuvres dessinées, gravées et imprimées en France au XVIIIe siècle, relatant des faits d'arme en Chine orientale à la demande de l'empereur mandchou Qing Qianlong. Elles sont des interprétations par des artistes français de peintures chinoises, exécutées originellement par Jean-Damascène Sallusti (nommé en chinois, An Deyi 安德義).

## Histoire
L'origine des peintures d'An Deyi est la suivante : en 1762, l’empereur Qianlong (1736-1796) décide de décorer le palais Ziguangge de Pékin de seize peintures sur papier illustrant ses propres poèmes relatant la campagne de pacification définitive de la Zungharie entre 1755 et 1759, qu'il renomme Xinjiang à la fin de cette guerre.
S'ensuivit une commande à la France, dont l'objet final est l'exécution de seize estampes de grand format (89,5 x 51,5 cm), qui prend place dans le contexte d'un rapprochement diplomatique entre Louis XV et la cour de Pékin. Cette entreprise commence en 1762, devient effective en 1766 et est achevée en 1775, sous Louis XVI, par la livraison des dites estampes à la Chine.
L'intermédiaire est le marquis de Marigny, directeur général des Bâtiments du roi, qui confie cette tâche au graveur Charles-Nicolas Cochin, nommé chef du projet. Au fil des ans, elle prend la dimension d'une affaire d'État, impliquant le ministre Henri Bertin et la Compagnie française des Indes orientales.
Les personnels engagés sont d'abord, sur place, des dessinateurs et missionnaires que sont Giuseppe Castiglione, Jean Damascène, Ignatius Sichelbart (ou Ignace Sickelpart) et Jean-Denis Attiret qui produisent 16 esquisses entre les murs mêmes du palais pékinois : les dessins, appréciés par l'empereur, sont ensuite envoyés à Paris. Le procédé de gravure à l'eau-forte est inusité à cette époque en Chine.
Puis, à Paris, est réunie par Cochin l'équipe des graveurs, qui sont Jacques Aliamet, Pierre-Philippe Choffard, Jacques-Philippe Le Bas, Benoît-Louis Prévost  et Augustin de Saint-Aubin. Ceux-ci accomplissent la production de 4 cuivres produits en taille-douce.
Une équipe supplémentaire de graveurs est convoquée en 1772, toujours sous la direction de Cochin, pour l'exécution des 12 gravures complémentaires : on y retrouve Choffard, mais aussi Nicolas de Launay, Louis-Joseph Masquelier et François Denis Née.
En 1776, les estampes furent livrées à Pékin avec les plaques de cuivre ainsi que les outils d'impression nécessaires.
Un tirage est conservé à la Chalcographie du Louvre, fonds Edmond de Rothschild.
De nos jours, le Département d'Asie de l'Est (d'extrême-orient ?) de la bibliothèque d'État de Berlin conserve un ensemble de 5 séries et de 64 épreuves et 16 épreuves sont conservées dans les séries de Paris.

## Comparaison entre peinture et gravure
Exemple d'une des conversions faites par l'équipe d'après la peinture originale chinoise. Cette scène décrit les Dzoungars qui se rendent à l'armée Mandchoue, près de la rivière Ili, en 1755 :

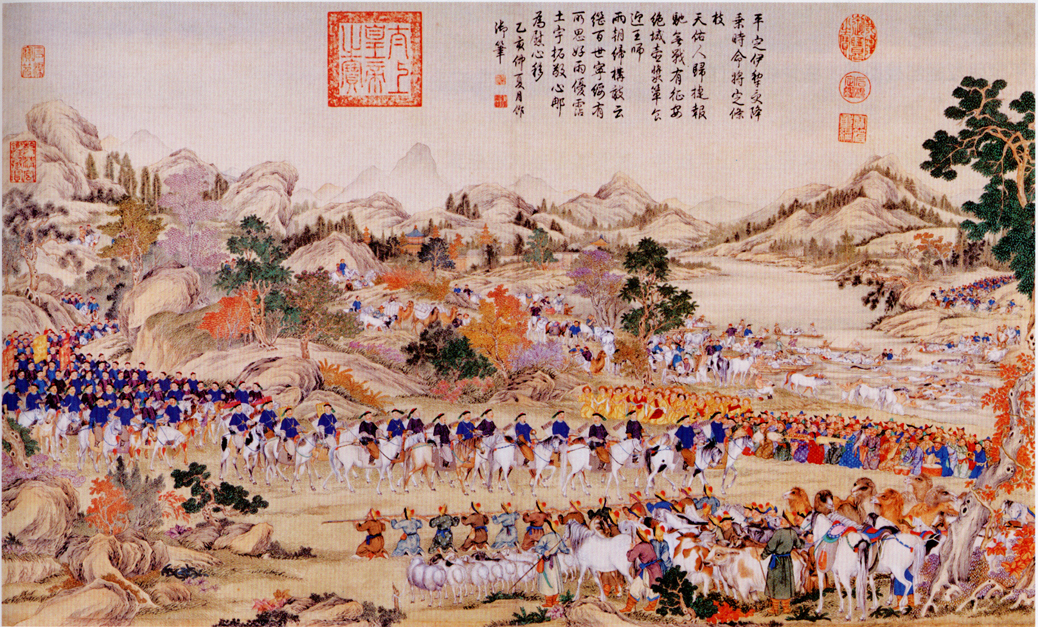
Peinture chinoise originale de Jean-Damascène Sallusti (ou An Deyi/安德義)
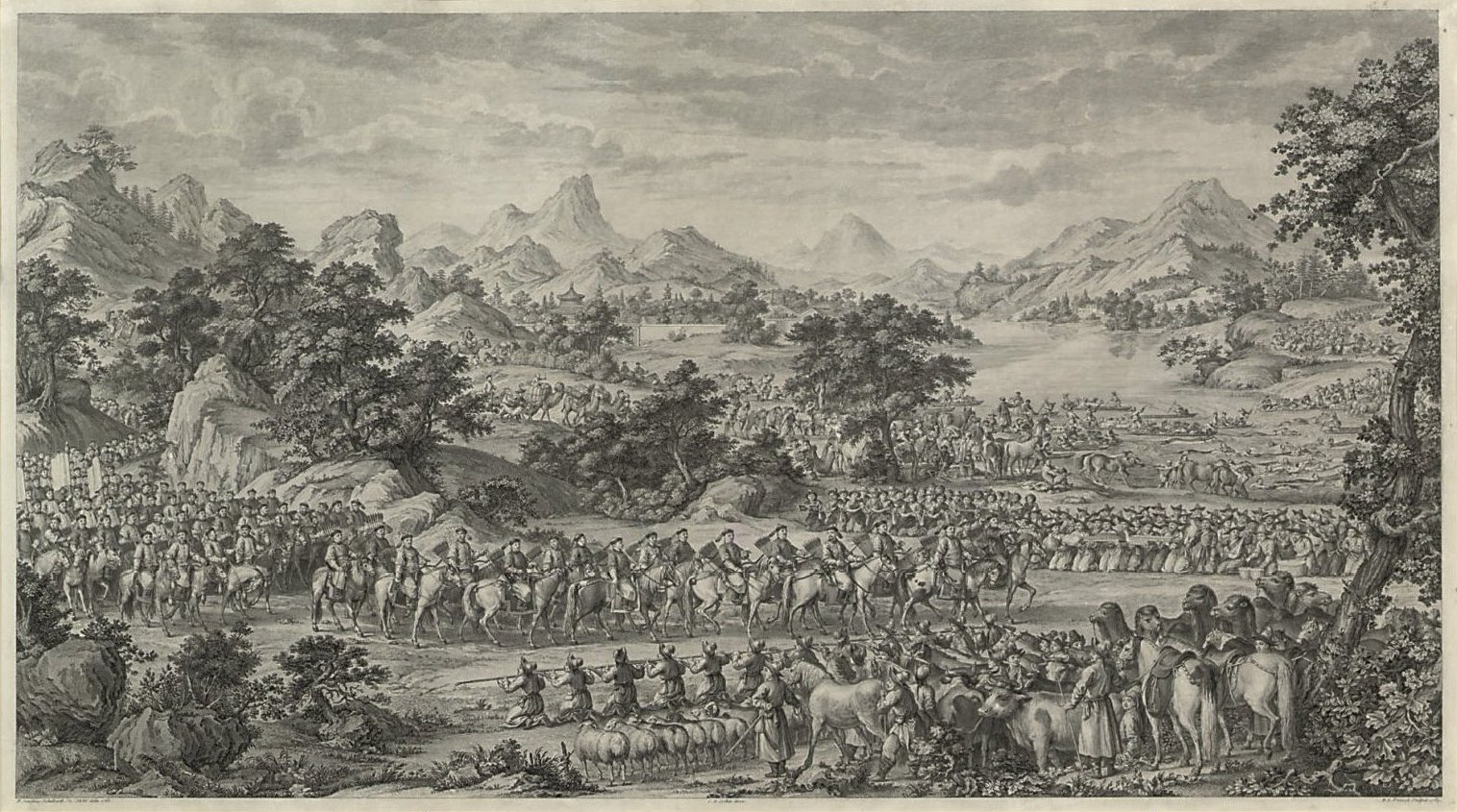
On reçoit la soumission de l'Ili, interprétation gravée occidentale de Benoît-Louis Prévost, d'après le dessin d'Ignatius Sichelbart (1/16, 1769).

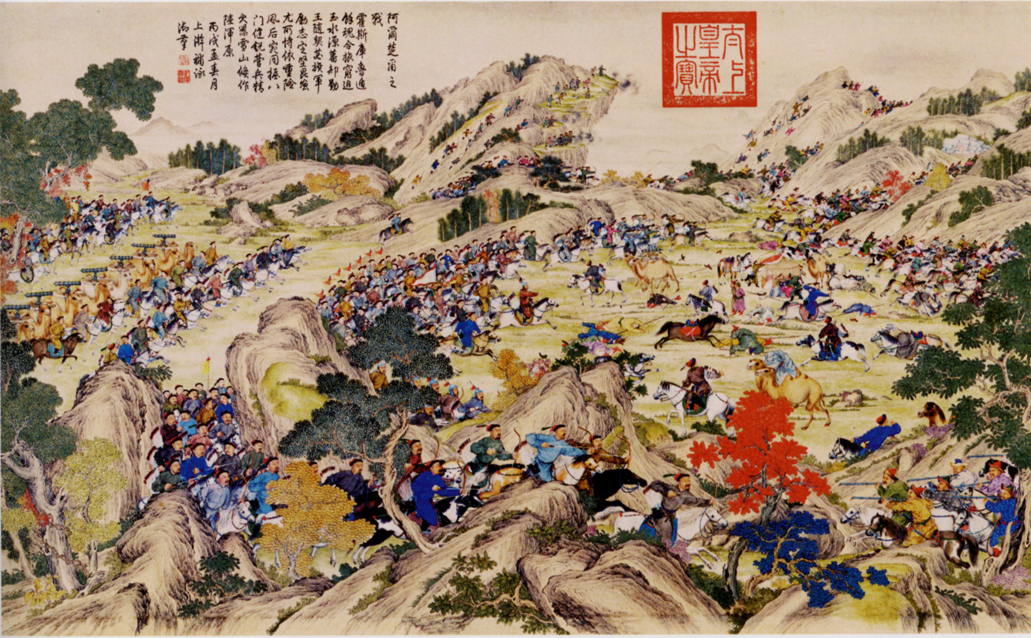
Peinture chinoise originale de Jean-Denis Attiret
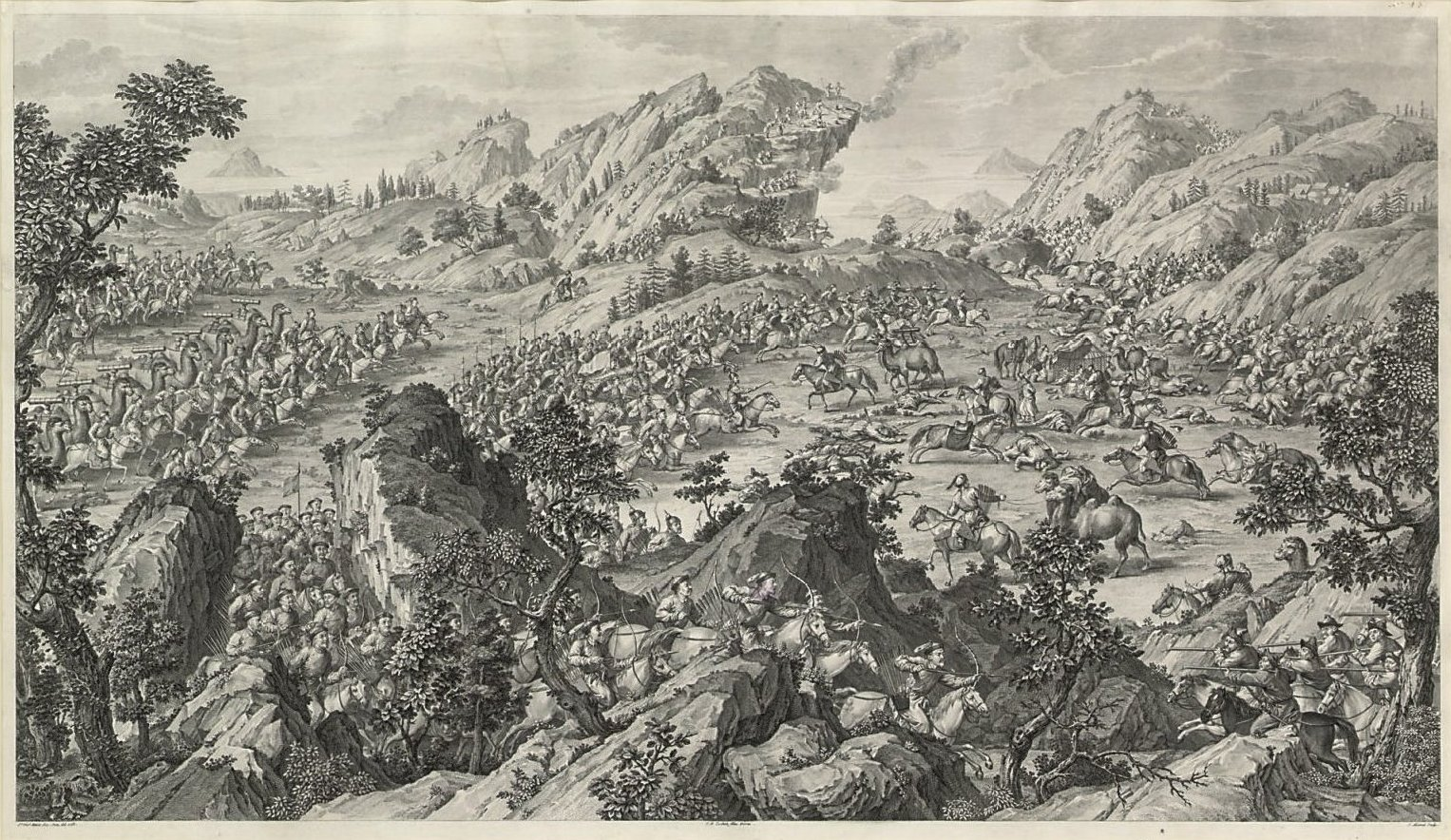
Le Combat d'Arcul, gravure de Jacques Aliamet